# Șoc (medicină)
Pentru alte utilizări ale numelui Șoc, vezi Șoc (dezambiguizare).

## Definiție și generalități
Noțiunea de șoc este foarte greu de delimitat, din cauza faptului că termenul folosit are multe conotații, în foarte multe limbi. Din punct de vedere medical, așa-numita "stare de șoc" reprezintă un sindrom caracterizat de insuficiență circulatorie periferică, hipotensiune, acidoză și oligurie, mai mult sau mai puțin pregnante. Șocul este o colecție de entități clinice, de etiologie comună, a căror evoluție se desfășoară în cascadă. Esența șocului rezidă în perfuzia tisulară inadecvată, consecutivă unui flux sanguin insuficient. Diminuarea fluxului sanguin poate fi determinată de hipovolemie (șocul hipovolemic, șocul hemoragic), de o vasodilatație bruscă și generalizată (șocul vascular sau de mică rezistență), de diminuarea funcției de pompă a inimii (șocul cardiac sau cardiogen), sau de diminuarea debitului cardiac prin obstrucția vaselor mari ale circulației sistemice sau pulmonare (șocul obstructiv).
Șocul reprezintă întotdeauna o urgență medicală majoră, deoarece evoluția sa este de cele mai multe ori extrem de greu de prevăzut. Orice bolnav care prezintă paloare, tegumente reci și umede, hipotensiune și tahicardie trebuie menținut pentru cel puțin 24 de ore sub strictă observație. Ca un criteriu de diagnostic orientativ rapid, unii autori propun inversarea valorilor ritmului cardiac și a presiunii arteriale sistolice: dacă în mod normal ritmul cardiac este de 70-90 bătăi pe minut și presiunea sistolică între 120-130 mmHg, la un individ care riscă să intre în șoc sau a intrat deja în această stare, presiunea sistolică scade spre 90 mmHg sau chiar mai puțin, iar ritmul cardiac depășește cu mult 100.

## Tipuri de șoc
| Tip de șoc                                                                                        | Patologia determinantă (exemple) |
| HIPOVOLEMIC - diminuarea volumului sanguin circulant                                              | - Hemoragie - Traumatisme - Arsuri - Intervenții chirurgicale - Deshidratare prin vărsături sau/și diaree |
| DISTRIBUTIV (VASCULAR, DE MICĂ REZISTENȚĂ) - vasodilatație marcată urmată de vasoconstricție etc. | - Anafilaxie (șoc anafilactic) - Septicemie (șoc septic, apare și o importantă hipovolemie secundară datorită extravazării lichidiene în țesuturi) - Afectări ale Sistemului nervos central prin intoxicații, hipoglicemie, Accident vascular cerebral, Infarct cerebral, anestezie etc. (șoc neurogen) |
| CARDIOGEN - inimă tarată, debit cardiac inadecvat                                                 | - Infarct miocardic - Insuficiență cardiacă - Aritmii |
| OBSTRUCTIV - obstrucție de vase mari                                                              | - Pneumotorax - Embolism pulmonar - Tumoră cardiacă - Tamponadă cardiacă |

## Mecanisme fiziopatologice
Insuficiența circulatorie acută indusă de factorii menționați mai sus duce la alterări ale funcțiilor celulare, la care organismul, in virtutea homeostaziei, răspunde prin:
- Reacție simpatoadrenergică: constă în creșterea amplă și destul de bruscă a tonusului neurosimpatic. Descărcarea de adrenalină și noradrenalină acționează pe α-receptorii vasoconstrictori ai vaselor periferice pentru micșorarea circulației în teritoriile de importanță secundară (piele, mușchi, intestin, ficat, rinichi). Se ajunge la o centralizare a circulației, datorită faptului că arterele coronare și cele cerebrale nu posedă receptori α-adrenergici.
- Hipersecreție de aldosteron și ADH: cu scopul de a reține apă și sodiu, necesare circulației. Reabsorbția tubulară de apă crește, și cantitatea de urină scade.

Este important de menționat că aceste intervenții ale organismului nu constituie în sine factori patologici. Ele se produc în mod normal atunci când apar variații ale volumului sanguin circulant, compoziției hidroelectrolitice a plasmei, a temperaturii corporale etc. Caracteristic șocului este faptul că ele sunt mult exagerate ca durată și ca intensitate în raport cu factorul care le-a indus. Motivele pentru care acest lucru se poate întâmpla sunt foarte complexe și greu de determinat.
La rândul său, această centralizare a circulației determină în scurt timp (câteva zeci de minute) tulburări ce se pot grupa astfel:
- Reologice și de coagulare: datorită încetinirii fluxului sanguin și stazei, se mărește vâscozitatea sângelui, apare agregarea intravasculară a hematiilor și trombocitelor, la început reversibilă. Apoi în viscere se formează microtrombusuri, care pot epuiza factorii fiziologici ai coagulării, putându-se ajunge prin aceasta la o diateză hemoragică de o gravitate extremă.
- Metabolice: hipoxia din țesuturile slab irigate duce la blocarea lanțului respirator; celulele (mai ales cele musculare și hepatice) trec pe glicoliză anaerobă, din care rezultă cantități importante de acid lactic, ajungându-se la acidoză metabolică, deseori fatală.

Așadar, șocul este suma tulburărilor inițiale și a celor apărute ca răspuns exagerat al organismului la acestea. În stările de șoc pot apărea adevărate cercuri vicioase ale mecanismelor fiziopatologice, în care reacțiile inițial menite a compensa o anume dereglare devin ele însele cauze de apariție a altor răspunsuri exagerate, la momentul când organismul suferă deja enorm din pricina cauzei inițiale. De exemplu, consecințele complicării unui șoc hemoragic cu coagularea intravasculară diseminată sunt lesne de intuit.
Dar, deși în clinică noțiunea de „stare de șoc” acoperă toate aceste elemente, nu trebuie uitat că tratamentul unui asemenea pacient nu poate fi strict etiologic. Pentru exemplul luat mai sus, al șocului hemoragic, oprirea hemoragiei nu va avea nici un efect asupra acidozei deja instalate. Este deci necesar să se urmărească și rezolvarea acidozei, totodată cu stoparea hemoragiei și refacerea volemiei.
Un element important de menționat este faptul că o stare de șoc poate apărea fără să fie produsă pe căile prezentate mai sus, ci direct prin modificările care de obicei apar ca răspuns la cauzele inițiale. Astfel, descărcarea adrenergică ce are loc în cazul unei emoții puternice, spaimă cel mai adesea, poate da naștere unui șoc la fel de serios ca cele cauzate de traumatisme grave. Tot în cazul unei emotii puternice, dacă eferențele sunt predominant parasimpatice poate apărea sincopa vasovagală determinată de vasodilatația periferică întinsă.

### Faze de evoluție clinică
Se consideră că evoluția unui pacient șocat se desfășoară în trei faze mai mult sau mai puțin delimitate practic, dar importante din punct de vedere teoretic:
A. șocul compensat (faza nonprogresivă)
B. șocul progresiv
C. șocul ireversibil
Parcurgerea tuturor fazelor nu este întâlnită mereu, mai ales că aproape întotdeauna șocul ireversibil are ca finalitate moartea, orice intervenție terapeutică dovedindu-se a fi zadarnică, chiar la indivizi tineri și fără tare patologice anterioare.

#### Șocul compensat
Poate avea o finalitate fericită chiar și fără intervenție terapeutică. Mecanismele homeostazice fac față cerințelor, iar reacțiile acestora nu sunt de natură a provoca dezechilibre în plus. Revenirea se face de obicei pe seama următoarelor căi de reglare:
- Reflexe baroreceptoare: contribuie la readucerea presiunii arteriale la valori potrivite statusului fiziologic.
- Răspunsul ischemic al SNC: constă într-o stimulare simpatică majoră și generalizată, cu eliberare de catecolamine. În mod normal intervine doar la scăderi bruște ale presiunii arteriale de la valori normale la sub 60 mmHg.
- Reflexe vasomotoare simpatice: parțial suprapuse peste răspunsul ischemic al SNC, cu diferența că au ca scop adaptarea capacității sistemului vascular la volumul de sânge circulant scăzut sau perceput ca fiind scăzut.
- Formarea de angiotensină: cu efect constrictor pe arteriole, având ca principale consecințe diminuarea diurezei, cu conservarea apei și a Na+, pentru menținerea și refacerea volemiei și a presiunii arteriale. Efectele angiotensinei continuă și după epuizarea catecolaminelor eliberate în circulație.
- Eliberarea de ADH: ADH are efecte vasoconstrictoare pe arterele și venele periferice, cu creșterea presiunii arteriale și scăderea diurezei, dar acțiunea sa începe cu o oarecare întârziere, chiar după cea a angiotensinei, și durează ceva mai mult.

#### Șocul progresiv
Apare la câteva zeci de minute sau câteva ore de la tulburările inițiale cauzatoare ale șocului, de multe ori fiind favorizat de un tratament greșit instituit. Reacții anormale de feed-back pozitiv produc:
- Depresie cardiacă: cauzată de nutriția și de oxigenarea inadecvată a miocardului. Se poate recunoaște clinic prin diminuarea frecvenței cardiace. Dacă inițial, odată cu scăderea presiunii arteriale frecvența cardiacă crește mult, odată cu instalarea depresiei miocardului se produce o prăbușire a ambilor parametrii. Constituie un semn nefast, datorită faptului că miocardul are o mare rezistență la efort și o economie a energiei extraordinară.
- Depresia centrilor vasomotori simpatici din SNC: după 10-20 de minute de la reacția ischemică inițială, acidoza, hipoxia și epuizarea rezervelor catecolaminice epuizează și inhibă aproape orice reacție de natură simpatică.
- Coagularea intravasculară: inițial apare o ușoară tendință de aglutinare a hematiilor în capilare (așa-numitul „sludged blood”), apoi se poate ajunge la un sindrom de coagulare intravasculară diseminată, cu formarea de trombi adevărați și cu epuizarea factorilor de coagulare, urmată de hemoliză intravasculară. La acestea contribuie, printre altele, viteza redusă a sângelui în capilare, acidoza și catecolaminele.
- Creșterea permeabilității capilare: după câteva ore de hipoxie, permeabilitatea endoteliului capilar pentru apă crește, din cauza epuizării metabolice a celulelor care îl constituie și alterării consecutive a proprietăților membranelor acestora. Apare o extravazare de lichid în spațiul interstițial, cu accentuarea unei eventuale hipovolemii sau hipotensiuni arteriale.
- Alterarea celulară generalizată: primul țesut afectat e cel hepatic, ultimul cel miocardic; sistemul nervos suferă pe durata întregii evoluții, iar plămânii preced de obicei ca moment al afectării cordul. Ficatul e principalul afectat pentru că are o rată mare a metabolismului și un consum mare de O2, și din cauză că trebuie să facă față unor cantități mari de acid lactic. Un marker histopatologic al șocului este necroza centrolobulară, aceasta orientând cel mai adesea un diagnostic post-mortem în cazurile de deces cauzate de șoc. Alterarea celulară din șoc, cu mecanismele și implicațiile sale biochimice, va fi discutată mai jos.

Variația debitului cardiac și a presiunii arteriale cu reducerea volumului circulant prin hemoragie.

#### Șocul ireversibil
Constituie ultima fază, de gravitate extremă, a șocului. În general este vorba de pacienți la care șocul s-a instalat cu câteva ore înainte, de cele mai multe ori prin hemoragii, arsuri sau anafilaxie. Orice intervenție terapeutică eșuează pentru că toate mecanismele celulare care ar trebui să răspundă la aceasta sunt paralizate prin epuizare energetică a receptorilor și a efectorilor. În această fază, de exemplu, vasele nu mai răspund la aplicarea locală a adrenalinei prin constricție, eventuala administrare a unor factori de coagulare poate chiar agrava o hemoragie, iar administrarea în perfuzie a lichidelor pentru refacerea volemiei nu produce nici o ameliorare a presiunii arteriale și a celorlalte funcții vitale. Decesul este iminent și survine de obicei prin stop respirator (prin afectarea centrilor respiratori) urmat mai mult sau mai puțin rapid de stop cardiac, inima rămânând totuși ultima care cedează.

## Fenomene biochimice în șoc
Șocul, prin ischemia și hipoxia inițială, privează celula de energia „ieftină” obținută în mod normal cu consum de O2, silind-o să apeleze la glicoliza anaerobă. Acest lucru determină pe de o parte un aport insuficient de energie (ATP), lucru extrem de important în ficat, iar pe de altă parte, acumularea în organism a unor compuși, cum ar fi: aciul lactic, acidul piruvic, acidul carbonic (acumulat datorită slabei irigări a țesuturilor când încă se consuma O2). Acidul carbonic predomină intracelular, unde și determină modificări importante ale pH-ului, deoarece aici anhidraza carbonică este mai concentrată. Aceste alterări inițiale conduc apoi la:
- diminuarea activității ATP-azei membranare transportoare Na+/K+ având drept consecință acumularea Na+ intracelular și turgescența celulei; este un factor important care poate agrava o hipovolemie, dacă ne gândim la ponderea compartimentului lichidian intracelular.
- alterarea serioasă activității mitocondriale din cauza hipoxiei
- datorită alterării calităților selective ale membranei celulare în celulă pătrunde și Ca++, care poate duce la liza unor organite celulare ca: lizozomi, vacuole etc., urmată de fenomene de digestie intracelulară și semnalizări false, sau pur și simplu de epuizarea rezervelor celulei de mediatori, hormoni sau enzime, cu eliberarea acestora în circulație. În șocurile grave în circulație pot ajunge cantități importante de enzime pancreatice și intestinale, toxice mai ales pentru miocard și pentru sistemul nervos.
- alterări ale metabolismului celular, cel mai important afectat fiind cel glucidic. Răspunsul celular la insulină poate scădea de până la 200 de ori, din pricina epuizării rezervelor de ATP necesar semnalizării.
- scăderea pH-ul intracelular și interstițial: poate fi atât de accentuată încât poate conduce singură la inhibarea receptorilor membranari și a căilor de semnalizare.
- epuizarea moleculelor macroergice celulare: tot creatin-fosfatul e descompus, ATP-ul și ADP-ul sunt și ele consumate rapid, cu creșterea cantităților de AMP și adenozină. Adenozina trece în sânge și începe să fie metabolizată la acid uric, contribuind la accentuarea acidozei.

Tulburările metabolice coexistă cu cele hemodinamice, pe care le agravează și de care sunt agravate. Ele sunt variabile cantitativ și calitativ în diferite țesuturi, din cauza particularităților anatomice și funcționale ale acestora. Alterările metabolice dintr-un țesut nu pot fi extrapolate întregului organism. 
Apar tulburări ale tuturor căilor metabolice, dar importanța lor e diferită în diferitele faze ale șocului. Inițial, tulburările hidroelectrolitice sunt cele mai importante și ținta preferențială a terapiei. Apoi, dacă șocul progresează, devin importante alterările metabolismului energetic celular, a cărui prăbușire duce la ireversibilitatea șocului.

### Tulburări ale metabolismului protidic
Șocul determină alterarea profundă a acestuia. Intensificarea catabolismului, prezentă după orice agresiune severă, se accentuează în stările de șoc, deoarece mecanismele neuro-endocrine vegetative sunt foarte solicitate și din cauza apariției de tulburări funcționale în organele importante pentru metabolismul protidic (ficat, rinichi). În fazele tardive au loc rupturi ale lizozomilor din celulele hipoxice, cu eliberarea unor hidrolaze (catepsine), a căror acțiune e favorizată de mediul acid și care „forțează” catabolismul protidic.
În afara modificărilor biochimice cantitative ale unor constituenți protidici plasmatici, se remarcă creșterea polipeptidemiei, datorată atât intensificării producerii lor, ca urmare a eliberării de catepsine, cât și a diminuării lor de către ficatul hipoxic. 
Aminoacidemia crește (și rămâne crescută) ca urmare a mobilizării excesive a aminoacizilor din proteinele catabolizate, dar mai ales a incapacității ficatului de a-i metaboliza. În stadii evolutive precoce aminoacidemia crescută e însoțită de creșterea ureogenezei, iar în stadii avansate ureea scade datorită afectării progresive a ficatului.
Amoniemia este și ea crescută în faze avansate ale șocului, din cauză că amoniacul eliberat din dezaminarea aminoacizilor, dar mai ales cel produs de flora amoniogenetică intestinală nu mai este utilizat pentru ureosinteză. Creșterile amoniemiei în șoc sunt însă modeste, pentru că procesele de dezaminare diminuează, neatingându-se concentrații toxice pentru sistemul nervos.
Crește și concentrația acidului uric, indice al intensificării catabolismului nucleoprotidic, iar dacă există leziuni musculare importante creatinemia prezintă și ea o creștere mare. Acidul uric are un aport important la acidoza șocatului, mai ales dacă evoluția a fost lentă.

### Tulburări ale metabolismului lipidic
În starea de șoc, încă de la primele manifestări ale hipoxiei și ale ischemiei, organismul trece la mobilizarea lipidelor din depozitele adipoase. Astfel, se vor găsi valori ridicate pentru lipidemia totala și pentru principalele fracțiuni lipidice din ser: lipide neutre, fosfoproteine, lipoproteine, colesterol și acizi grași liberi.
Există o corelație între încărcarea glicogenică a ficatului anterioară șocului și capacitatea acestuia de a metaboliza lipidele; în cursul șocului, pe măsura epuizării rezervelor glicogenice hepatice, scade capacitatea de oxidare a radicalilor acetat și a acizilor grași, iar hepatocitul se încarcă cu lipide.

### Tulburări ale metabolismului glucidic și acidoza metabolică
Alterările metabolismului glucidic se manifestă prin variații importante ale nivelului glicemiei și prin inițierea acidozei din cauza metabolizării glucozei pe cale anaerobă.
Glicemia se menține ridicată în fazele inițiale ale șocului, deoarece debitul hepatic de glucoză este crescut (ca rezultat al intensificării glicogenolizei și gliconeogenezei) și depășește capacitatea țesuturilor de a metaboliza glucoza, capacitate diminuată din următoarele cauze: inhibarea secreției insulinice, excesul de catecolamine și de glucocorticoizi, acidoza metabolică (principalul factor care mărește rezistența la insulină a celulelor) și amoniacul (inhibă hexokinaza).
În stadiile avansate ale șocului, glicemia scade progresiv, în final ajungându-se la hipoglicemie. Hipoglicemia este rezultatul pe de o parte a diminuării debitului glucozat hepatic, din cauza epuizării glicogenului și a alterării funcției gliconeogenetice, și pe de altă parte al intensificării consumului tisular de glucoză, deoarece metabolizarea anaerobă a acesteia necesită un consum mai mare de substrat. Hipoglicemia este considerată una din cauzele ireversibilității șocului; decesul șocaților se produce invariabil în stare de hipoglicemie. Totuși, exitusul nu poate fi împiedicat prin corectarea hipoglicemiei prin perfuzare de glucoză.
Predominanța metabolismului anaerob în țesuturile ischemice duce la creșterea concentrației sanguine și tisulare a piruvatului și mai ales a lactatului, produșii glicolizei anaerobe. Ficatul șocat fiind incapabil de a utiliza lactatul pentru gluconeogeneză, se ajunge la hiperlactacidemie. Deoarece reacția de transformare a acidului piruvic în acid lactic (catalizată de LDH, cu scopul oxidării NADH la NAD+) este joncțiunea dintre procesele aerobe și cele anaerobe, lactacidemia controlează raportul dintre glicoliza anaerobă și procesele oxidative. Apariția unui exces de lactat corespunde unei creșteri a raportului NADH2/ NAD+, consecutivă hipoxiei. 
Excesul intracelular de acid lactic inhibă unele enzime ale metabolismului glucidic (fosforilaza, fosfofructokinaza etc.). De asemenea, concentrațiile nicotinamidadenindinucleotizilor scad marcat în diferite țesuturi (rinichi, inimă, ficat, mușchi etc.). În special scade forma oxidată (NAD+), cea mai importantă în metabolismul glucidic. În ficat și mușchi scad mult, pe lângă aceasta, și NADP și NADPH2, care au roluri importante în ciclul Krebs.
În șoc, pH-ul sângelui arterial prezintă o diminuare mică precoce și continuă să scadă odată cu evoluția spre exitus, iar pH-ul venos scade brusc și profund la început, ca urmare a reacției bicarbonaților cu acizii lactic și piruvic de la nivel tisular. În faza ireversibilă a șocului, pH-ul venos prezintă o nouă scădere, de această dată pe seama creșterii pCO2, modificare care induce un prognostic extrem de sumbru, deoarece nu poate fi corectată terapeutic. 
Acidoza metabolică inhibă contractilitatea miocardului, diminuează reactivitatea vasculară și favorizează agregarea intravasculară și hemoliza.

### Tulburări ale echilibrului hidroelectrolitic
Echilibrul hidroelectrolitic este perturbat în orice agresiune, dar în șoc prezintă caracteristici care contribuie la agravarea sindromului. Alterările repartiției hidrice între compartimentele lichidiene ale organismului sunt consecințele modificărilor concentrațiilor ionilor care dirijează circulația intercompartimentală a apei.
Na+: este conservat în organism, datorită restrângerii maximale a eliminărilor renale. Are tendința de a părăsi lichidul extracelular și de a pătrunde în celule, mai ales în cele afectate, atrăgând după sine apa. De aceea, dacă nu există pierderi concomitente de lichide cu componentă sodică mai mică decât plasma (sudoare, diureză osmotică, polipnee), concentrația sa plasmatică va scădea.
Cl-: suferă în timpul șocului modificări asemănătoare cu Na+, fiind supus acelorași influențe dereglante.
K+: de cele mai multe ori crește la șocați, deoarece se eliberează din celule în mari cantități, din cauza intensificării glicogenolizei și a hipoxiei, care alterează permeabilitatea membranelor și funcționarea pompelor Na+/K+. Diureza mică contribuie și ea la concentrarea plasmatică a K+; ca urmare, potasemia crește progresiv la șocați până la moarte.
Modificările electrolitice menționate determină importante alterări cantitative ale compartimentelor hidrice: schimburile între compartimente se fac mai lent, iar volumul compartimentului extracelular este diminuat, lucru care accentuează o eventuală hipovolemie inițială și hipotensiunea arterială.
În faza ireversibilă a șocului, hemodinamica profund alterată nu mai poate fi redresată prin restabilirea volumului circulant cu perfuzii de sânge, plasmă și lichide electrolitice.